# Општина Добра (Хунедоара)
Добра (рум. Dobra) општина је у Румунији у округу Хунедоара.
Oпштина се налази на надморској висини од 247 m.